# Филип Давид
Филип Давид (Крагујевац, 4. јул 1940 — Београд, 14. април 2025) био је јеврејско-српски књижевник, есејиста, драматург, сценариста, дугогодишњи уредник Драмског програма Телевизије Београда и редовни професор драматургије на Факултету драмских уметности у Београду. Написао је више ТВ драма и филмских сценарија и књиге приповедака, романа и есеја.

## Биографија
Рођен је у Крагујевцу у јеврејској породици. Његов отац Фредерик, познат по надимку Фред, био је судија у Сремској Митровици. По избијању рата отац му се придружио фрушкогорским партизанима. Давид се са мајком Розом скривао у селу Манђелос подно Фрушке горе. Већина браће, сестара и рођака Давидовог оца и мајке су страдали у логору на Сајмишту и у Јасеновцу.
Као основац и средњошколац освојио је двадесетак књижевних награда.
Дипломирао је југословенску и светску књижевност на Филолошком факултету и драматургију на Академији за позориште, филм, радио и телевизију у Београду.
Један је од оснивача Независних писаца, удружења основаног 1989. у Сарајеву које је окупљало најзначајније писце из свих делова бивше Југославије и оснивач Београдског круга (1990), удружења независних интелектуалаца који су се од самога почетка супротстављали режиму Слободана Милошевића. Године 1992. је удаљен са посла у РТС због оснивања Независног синдиката Радио-телевизије Београд. Био је члан Групе 99, основане на Франкфуртском сајму књига 1999. и један од утемељивача независне књижевне асоцијације Форум писаца, основане у децембру 1999. године. 
Колекција књига са посветама и потписом Филипа Давида као и неколико личних предмета налази се у Удружењу за културу, уметност и међународну сарадњу „Адлигат”, чији је био почасни члан-оснивач.
Од почетка рата на просторима бивше Југославије написао већи број ангажованих текстова под заједничким називом „Фрагменти из мрачних времена”. Текстови су емитовани на француском радију (РФИ), објављивани у „Нашој борби”, „Ферал трибјуну” и многим другим новинама и часописима у земљи и иностранству.
Књиге су му превођене на шведски, француски, пољски, мађарски, италијански, албански, есперанто, македонски, словеначки, хебрејски, а приповетке се налазе у двадесетак антологија.
Отац је архитекте, сценаристкиње и дизејнерке Мие Давид и брат београдског архитекте Мише Давида.
Преминуо је 14. априла 2025. године.

## Награде
- Награда Савеза Јеврејских општина Jугославије, за песму „Бродови луталице”, 1960.[7]стр. 127.
- Награда листа „Младост”, за књигу приповедака Бунар у тамној шуми, 1964.[7]стр. 144.
- Наградa „Милан Ракић”, за књигу кратке прозе Записи о стварном и нестварном, 1970.[4]
- Андрићева награда, за збирку приповедака Принц ватре, 1987.[8]
- БИГЗ-ова награда, за књигу приповедака Принц ватре, 1988.[4]
- Просветина награда, за роман Ходочасници неба и земље, 1995.[4]
- НИН-ова награда, за роман Кућа сећања и заборава, 2014.[9]
- Награда „Меша Селимовић”, за роман Кућа сећања и заборава, Тузла 2015.[10]
- Награда Народне библиотеке Србије за најчитанију књигу године, за роман Кућа сећања и заборава, 2015.[11]
- Наградa „Станислав Лем”, 2016.

## Дела
Збирке приповедака
- „Бунар у тамној шуми“ (1964)
- „Записи о стварном и нестварном“ (1969)
- „Принц ватре“ (1987, допуњено издање 2013)
- „Приче“ (сабране приче, 2015)

Романи
- „Ходочасници неба и земље“ (1995)[12]
- „Сан о љубави и смрти“ (2007)[13]
- „Кућа сећања и заборава“ (2014)[14]

Есеји
- „Фрагменти из мрачних времена“ (1994)
- „Јесмо ли чудовишта“ (1997)
- „Светови у хаосу“ (2004)

Друго
- Заједно са Мирком Ковачем објавио је „Књигу писама 1992—1995“ (2003).[15]

Драматург и сценариста
- Као драматург, сценариста или косценариста радио је, између осталих, на филмовима Окупација у 26 слика, Пад Италије, Ко то тамо пева, Буре барута (награда критике у Венецији, награда Феликс за најбољи европски филм године), Посебан третман (награда у Кану), Павиљон 6, Сан зимске ноћи (Гран при филмског фестивала у Сан Себастијану), Оптимисти (Гран при у Ваљадолиду и Женеви), Кад сване дан (српски кандидат за Оскара 2012. године).[4]